# María del Carmen Pallares Méndez
María del Carmen Pallares Méndez (Agolada, Pontevedra, 7 de febrero de 1948) es historiadora española, primera mujer catedrática de Historia Medieval en España. Sus líneas de investigación más importantes han atendido en la perspectiva de la historia social, el mundo monástico, la historia del poder y la historia de las mujeres.

## Trayectoria
Licenciada con Grado en Filosofía y Letras en la Universidad de Santiago de Compostela. Obtuvo el Premio Extraordinario de Licenciatura en 1970. Su tesis de doctorado (1977), dedicada al estudio del dominio del monasterio de Sobrado, ha merecido figurar en la selectiva sección “Le choix des Annales” (pages bleues) de la revista Annales, ESC en 1979 (noviembre-diciembre), junto, en ese mismo número, a los investigadores en humanidades y ciencias sociales más importantes del mundo.
Ha sido Profesora Ayudante, Profesora Adjunta y catedrática Interina de Historia Medieval en la Universidad de Santiago de Compostela entre 1970 y 1984. Profesora Titular Numeraria de Historia Medieval de 1984 a 1997, fecha en la que logró una cátedra de Historia Medieval en la misma universidad. Ha intervenido como profesora de tercer ciclo, directora de seminarios o conferenciante, en diferentes universidades y en el Consejo Superior de Investigaciones Científicas. Ha participado en numerosos congresos nacionales e internacionales de Historia Medieval. Fue investigadora principal en proyectos financiados por el Ministerio de Cultura y el Consello da Cultura Galega, orientados a la arqueología medieval y al estudio de las fuentes documentales de la Edad Media. Ha sido investigadora en proyectos financiados por la Dirección General de Investigación Científica y Técnica del Ministerio de Educación y Ciencia desde 1991 y desarrollados en colaboración por las Universidades de Santiago, Oviedo, Salamanca y el País Vasco. 
La obra de Pallares ha sido referida en Cîteaux, Speculum: A Journal of Medieval Studies, Annales ESC, Le Moyen Âge, Revue d’Historie Ecclesiastique, Annales du Midi, Cahiers de Civilisation Médiévale, Bulletin Hispanique, Hispania: Revista Española de Historia, Studia Historica: Historia Medieval, Arenal: Revista de Historia de las Mujeres, Revista de Filología Románica, entre otras.

## Premios y reconocimientos
Ha recibido el premio de Investigación de la Junta de Galicia en el año 1995.

## Publicaciones

### Libros
- El Bajo Valle del Miño en los siglos XII y XIII. Economía agraria y estructura y estructura social, Santiago de Compostela, Secretariado de Publicaciones de la Universidad de Santiago de Compostela, 1971 (en colab. con E. Portela).
- El monasterio de Sobrado: un ejemplo del protagonismo monástico en la Galicia medieval, La Coruña, Publicaciones de la Diputación Provincial de La Coruña, 1979.
- Galicia en la época Medieval, La Coruña, Hércules de Ediciones, 1991 (en colab. con E. Portela).
- A vida das mulleres na Galicia medieval (1100-1500), Santiago de Compostela, Servicio de Publicaciones de la Universidad de Santiago de Compostela, 1993, 1ª reimpresión, 2003.
- De Galicia en la Edad Media, Sociedad, Espacio y Poder, Santiago de Compostela, Grafinova, 1993 (en colab. con E. Portela).
- Ilduara, una aristócrata del siglo X, Sada, A Coruña, Ed. O Castro, Seminario de Estudios Galegos, 1998, 2ª edición, revisada y ampliada, 2004.
- Rocha Forte, el castillo y su historia, Galicia, Xunta de Galicia, Conselleria de Cultura, Comunicación Social e Turismo, Dirección General de Patrimonio Cultural, 2004, (en colab. con E. Portela y X. M. Sánchez).
- La Reina Urraca, San Sebastián, Editorial Nerea, 2006, (en colab.  con E. Portela).
- De Galicia Antiga á Galicia Feudal (Séculos VIII-XI), 2 Vol., A Coruña, Arrecife, 2007, (en colab. con E. Portela).
- De Xelmírez aos Irmandiños (Séculos XII-XV), 2 Vol., A Coruña, Arrecife, 2007, (en colab. con E. Portela).
- Historia das mulleres en Galicia. Idade Media, Santiago de Compostela, Nigratrea, 2011.

### Capítulos de libro y artículos de revista
- “Aproximación al estudio de las explotaciones agrarias en Galicia”, Actas de las I Jornadas de Metodología Aplicada de las Ciencias Históricas. Vol. II: Historia Medieval, Santiago de Compostela, Secretariado de Publicaciones de la Universidad de Santiago, 1975, pp. 95-113 (en colab. con E. Portela).
- “Caza de los señores y caza de los campesinos en Galicia (1100-1600)”  La Chasse au Moyen Age, Niza, 1979, pp. 287-303 (en colab. con E. Portela y J.E. Gelabert).
- “Edad Media”, Historia de Galicia, Madrid, Editorial Alhambra, 1980, pp. 63-143, (en colab. con E. Portela).
- “Os mosteiros, protagonistas da colonización e do proceso de señorialización na Galicia medieval: o exemplo do Mosteiro de Sobrado”, Estudis D’Historia Agraria, 2 (1979), pp. 51-71 (en colab. con E. Portela).
- “Le bâtiment à Saint-Jacques de Compostele (1075-1575): demande, financement, travail et techniques”, Cahiers de la Méditerranée, 31 (1985), pp. 7-34, con otros autores.
- “Historiografía sobre la Edad Media de Galicia en los diez últimos años (1976-1986)”, Studia Historica. Hª Medieval, Vol. VI (1988), pp. 7-25 (en colab. con E. Portela).
- “Muerte y Sociedad en la Galicia Medieval (ss. XII-XIV)”, La idea y el sentimiento de la muerte en la Historia y en el Arte de la Edad Media (M. Núñez y E. Portela, coords.), Santiago de Compostela, Servicio de publicaciones de la Universidad de Santiago de Compostela,1988, pp. 21-29 (en colab. con E. Portela).
- “Revueltas compostelanas del siglo XII: un episodio en el nacimiento de la sociedad feudal”, La ciudad y el mundo urbano en la historia de Galicia (R. Villares coord.), Santiago de Compostela, Tórculo, 1988,  pp. 89-105, (en colab. con E. Portela).
- “Las mujeres en la sociedad gallega bajomedieval”, Relaciones de poder, de producción y parentesco en la Edad Media y Moderna. Aproximación a su estudio, Reyna Pastor (compiladora), Madrid, Consejo Superior de Investigaciones Científicas, 1990, pp. 351-374.
- “El sentimiento de la muerte y su influencia en la sociedad gallega bajomedieval”, VI Xornadas de Historia de Galicia: Mentalidades colectivas e Ideoloxías (X. Castro y J. de Juana eds.), Orense, Diputación de Orense, 1991, pp. 209-228.
- “La Tierra de Santiago, espacio de poder (siglos XII y XIII)” Poder y sociedad en la Galicia medieval, Santiago de Compostela, Tórculo, 1992, pp., 133-174, con otros autores.
- “Aristocracia y sistema de parentesco en la Galicia de los siglos centrales de la Edad Media. El grupo de los Traba”, Hispania, LIII/3, núm, 185 (1993), pp. 823-840 (en colab.  con E. Portela).
- “Los mozos nobles. Grandes hombres, si fueran hijos solos”, Fer-se grans. Els joves i el seu futur al món medieval (E. Guinot, coord.), Revista d’Història medieval 5 (1994), pp. 55-74 (en colab. con E. Portela).
- “Conciencia y resistencia: la denuncia de la agresión masculina en la Galicia del siglo XV”, Arenal. Revista de Historia de las Mujeres, Vol. 2, Nº 1 (enero-junio 1995), pp. 67-79.
- “El sistema antroponímico en Galicia. Tumbos del monasterio de Sobrado. Siglos IX a XIII”, Antroponimia y sociedad. Sistemas de identificación hispano-cristianos en los siglos IX a XIII (Pascual Martínez Sopena coord.),  Universidad de Santiago de Compostela y Universidad de Valladolid, 1995, pp. 21-47 (en colab. con E. Portela).
- “El sistema antroponímico de las mujeres en la Galicia medieval. Tumbos de Sobrado” IX Xornadas de Historia de Galicia: A Muller na Historia de Galicia (X. Castro y J. De Juana eds.), Orense, Diputación de Orense, 1995, pp. 43-67 (en colab.  con E. Portela).
- “De la villa del siglo IX a la aldea del siglo XIII. Espacio agrario y feudalización en Galicia”, Asturiensia Medievalia 8 (1995-1977), pp. 39-69 (en colab. con E. Portela).
- “Idade Media”, Nova Historia de Galicia, Oleiros (A Coruña), Ed. Tambre, 1996, pp. 147-234 (en colab. con E. Portela).
- “Edad Media: la iglesia de la historia”, Las religiones de la historia de Galicia, (M. V. García Quintela ed.), Universidad de Santiago de Compostela, 1996, pp. 91-140 (en colab. con E. Portela).
- “La idea de frontera en la Historia Compostelana”, A politica portuguesa e as suas relaçôes exteriores, 2º Congresso Histórico de Guimarâes. Actas do Congresso, vol. 2, Universidade do Minho, 1996, pp. 61-78 (en colab. con E. Portela).
- “Os vinhedos de Ourense e Ribeiro de Avia na Idade Média”, Douro-Estudos & Documentos. Vol. II (4) (1997), pp. 147-164 (en colab. con E. Portela).
- “Entre Toledo y Oviedo. Los efectos de la conquista árabe en Galicia”, Santiago-Al-Andalus. Diálogos artísticos para un milenio, Junta de Galicia, 1997, pp. 37-60 (en colab. con E. Portela).
- “Historia Medieval”, Atlas histórico Galicia, Vigo, Nigratrea, 1998, pp. 5-55 (en colab. con E. Portela).
- “La villa, por dentro. Testimonios galaicos de los siglos X y XI”, Studia Historica. Historia Medieval, vol. 16 (1998), pp. 13-43, (en colab. con E. Portela).
- “Os discursos masculinos dos papeis de xénero” e “As opcións de vida das mulleres”, Textos para a Historia das mulleres en Galicia (Mª Xosé Rodríguez Galdo coord.), Santiago de Compostela, Consello da Cultura Galega, 1999, pp. 117-129 e 177-202.
- “Eriz, Ilduara”, Mujeres en la Historia de España. Enciclopedia biográfica (Susanna Tavera coord.), Barcelona, Planeta, 2000, pp. 115-118.
- “El complejo minerometalúrgico de la granja cisterciense de Constantín. Bases para el desarrollo de una investigación en arqueología medieval”, Arqueología y Territorio Medieval, 7, (2000), pp. 81-91 (en colab. con E. Portela).
- “Proyección territorial e influencia social de una institución monástica en la Edad Media: La abadía de Sobrado (952-1300)”, Entre Nós. Estudios de Arte, Xeografía e Historia en homenaxe ó profesor Xosé Manuel Pose Antelo, Universidad de Santiago de Compostela, 2001, pp. 209-241 (en colab. con E. Portela).
- “Compostela y la revuelta de los irmandiños”, Universitas. Homenaje a Antonio Eiras Roel, tomo I, Historia, Universidad de Santiago de Compostela, 2002, pp.89-110 (en colab. con E. Portela).
- “Reyes, obispos y burgueses”, Historia de la ciudad de Santiago de Compostela, (E. Portela coord.), Concello de Santiago, Consorcio de Santiago, Universidad de Santiago de Compostela, 2003, pp. 127-172 (en colab. con E. Portela).
- “Urraca de León y su familia. La parentela como obstáculo político”, Mujeres, Familia y Linaje en la Edad Media, (Carmen Trillo ed.), Granada, Editorial de la Universidad de Granada, 2003, pp. 69-103.
- “La reina Urraca y el obispo Gelmírez. Nabot contra Jezabel”, Os Reinos Ibéricos na Idade Média. Livro de Homenagem ao Professor Doutor Humberto Carlos Baquero Moreno, Vol. II, Barcelos, Editora do Minho, 2003, pp. 957-962 (en colab. con E. Portela).
- “Introducción”, Cristina de Pizán. A Cidade das Mulleres, Santiago de Compostela, Sotelo Blanco Edicións, 2004, pp. 15-48.
- “Aportes externos a la población de Galicia durante la Edad Media”, Xenética e Historia no noroeste peninsular (A. Carracedo y G. Pereira coords.), Santiago de Compostela, Consello da Cultura Galega, 2005, pp. 97-120.
- “Grandes señoras en los siglos IX y X”, Historia de las mujeres en España y América Latina. De la Prehistoria a la Edad Media, (Isabel Morant dir.), Madrid, Ediciones Cátedra, 2005, 2ª edición 2006, pp. 423-442.
- “Compostela y Jerusalén. Reconquista y cruzada en el tiempo de Diego Gelmírez”, La Península en la Edad Media. Estudios dedicados a José-Luis Martín, Salamanca, Ediciones de la Universidad de Salamanca, 2006, pp. 271-285 (en colab. con E. Portela).
- “El lugar de los campesinos. De repobladores a repoblados”, El lugar del campesino. En torno a la obra de Reyna Pastor, (Ana Rodríguez, ed.), Universitat de València, Consejo Superior de Investigaciones Científicas, 2007, pp. 61-87 (en colab. con E. Portela).
- “Conciencia y resistencia. La denuncia de la agresión masculina en la Edad Media”, Investigaciones actuales de las mujeres y del género, (Rita Radl, ed.), Santiago de Compostela, Universidade, Servicio de Publicacións e Intercambio Científico, 2010, pp. 177-198.
- “Las señoras en el claustro”, Mundos medievales: espacios, sociedades y poder. Homenaje al profesor José Ángel García de Cortázar y Ruiz de Aguirre, (Beatriz Arízaga et al. eds.), Santander, Ediciones de la Universidad de Cantabria, 2012, pp. 173-186 (en colab.  con E. Portela).
- “Para una lectura histórica del paisaje. La impronta medieval”, El territorio en la historia de Galicia. Organización y control. Siglos I-XXI, (Gerardo Pereira y Ermelindo Portela eds.), Santiago de Compostela, Universidade de Santiago de Compostela, Servizo de Publicacións e Intercambio Científico, 2015, pp. 97-151 (en colab. con E. Portela).
- “La mujer y la serpiente. A propósito de la carta de arras de la condesa doña Urraca Fernández”, Edad Media. Revista de Historia, 18, (2017).